# Eublemma xanthocraspis
Eublemma xanthocraspis là một loài bướm đêm trong họ Erebidae.